# 左翼团结
左翼团结（英語：Left Unity）是英国的一个左翼政党，成立于2013年11月30日。在此之前，著名电影导演肯·洛奇呼吁成立一个替代工党的左翼政党，他批评工党未能反对紧缩政策并转向了新自由主义。超过10000人在洛奇的最初倡议上署名。2014年，该党拥有2000名成员，并在全英国组建了70个支部。该党是欧洲左翼党的成员党。

## 组织
该党的成立得到了以下政党和组织的支持，它们鼓励自己的成员加入左翼团结：
- 争取工人自由联盟
- 大不列颠共产党 (临时中央委员会)
- 国际社会主义网络
- 社会主义抵抗
- 工人力量

工党和英格兰和威尔士绿党的一些成员也加入了该党。
2014年2月8日，大不列颠共产党 (临时中央委员会)在该党内部建立了一个名为“左翼团结共产主义纲领”的长期性派别。